# 가브리엘레 라벨

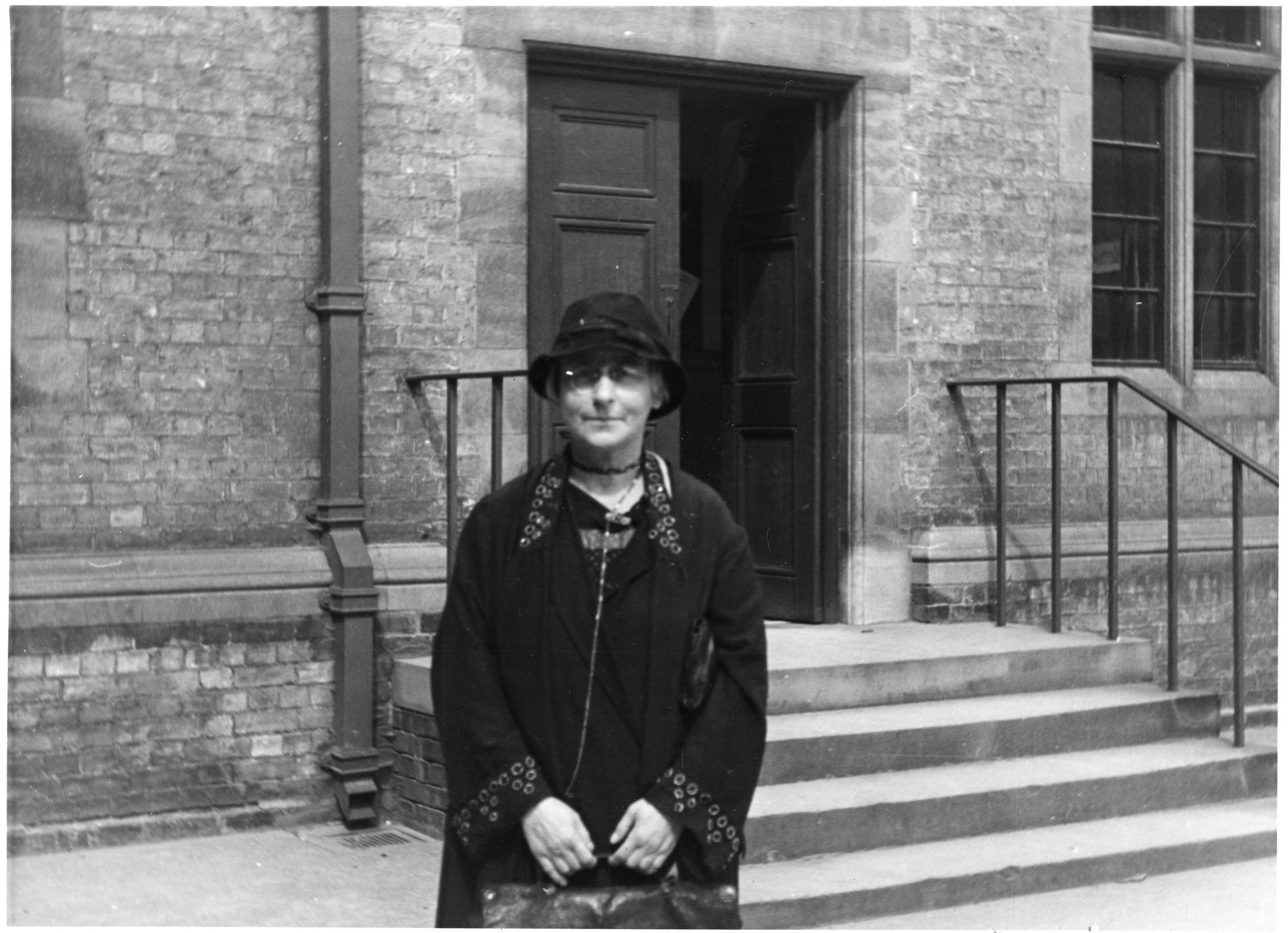
가브리엘 라벨, 1938년 캠브리지에서 촬영

가브리엘레 라벨(Gabriele Rabel, 1880년 ~ 1963년 8월 27일)은 오스트리아의 물리학자이자 식물학자이다.

## 생애
가브리엘레 라벨은 1880년 빈에서 태어났다. 아버지는 변호사였고, 세 자녀 가운데 막내였다.
라벨은 빈 대학교의 리차드 베트슈타인에게서 식물학을 배웠다. 연구 분야는 환경에 적응한 지표 식물의 색상 변화였다. 그 뒤 이론물리학으로 전공을 바꾸어라이프치히와 베를린에서 알버트 아인슈타인, 막스 플랑크 등과 함께 수학하였고, 1923년 "기체 압력에 따른 수소 스펙트럼의 방출선 강도"를 주제로 박사학위를 받았다. 라벨은 조울증을 앓았고 2년간 요양소에서 지내면서 헤르만 키저링, 루돌프 슈타이너와 같은 학자들의 연구를 읽으며 철학을 시작했다.
라벨은 바이마르에서 괴테의 문헌을 연구했고, 1927년 《괴테와 칸트》를 출간하였다. 1932년 라벨은 독일에서 연구하는 가운데 미국소사이어티 포 사이언스 앤 더 퍼블릭(Society for Science & the Public, 과학 공공 협회)의 정규 기고자가 되었다. 라벨은 고생물학에서 매독에 이르기까지 심리치료와 시 문학을 아우르며 다양한 글을 기고하였다.
1940년 5월 독일의 정치 상황이 전쟁으로 치닫자 라벨은 영국으로 피난하였다. 그후 미국으로 건너가 4년간 강의를 하였다. 영국의 캠브리지에 정착한 라벨은 진화, 유전학과 같은 과학에 대한 글들과 오스트리아의 카를 1세와 같은 역사적 글들을 썼다.
라벨은 1963년 8월 27일 사망하였다. 집필한 문헌들은 캠브리지 대학교 처칠 컬리지에서 소장하고 있다.

## 대표 저작
- 가브리엘레 라벨, 《괴테와 칸트》, 1927년, Selbstverlag